# Jamon Gordon
Jamon Alfred Lucas Gordon (nacido el 18 de julio de 1984 (40 años) en Jacksonville, Florida) es un jugador de baloncesto estadounidense. Con 1,91 de estatura, juega en la posición de escolta. Actualmente pertenece a la plantilla del Aris Salónica BC.

## Trayectoria
Desde que abandonara la Virginia Tech University en 2007, Gordon ha jugado en el Split, Marousi y Olympiacos, y pasaría gran parte de su carrera en Turquía, donde jugó en Galatasaray, Anadolu Efes y Darüşşafaka. 
El jugador que destaca por su gran presencia física actuando indistintamente tanto de escolta como de base y en su gran visión de juego.
En el Anadolu Efes promedió 8.9 puntos y 4.7 asistencias en la TBL y 9.9 puntos y 5.2 asistencias en el Euroleague.
Gordon jugó las dos temporadas en el Darussafaka Dogus, donde promedió la campaña 2016-17 una media de 8.7 puntos y 3.0 asistencias en la TBL, y 8.2 puntos y 3.5 asistencias en la Euroleague.
En febrero de 2017, Jamon llega a un acuerdo con el Aris de Salónica, tras militar las dos últimas temporadas en el Darussafaka Dogus.